# Sigismundkirche (Kędzierzyn-Koźle)

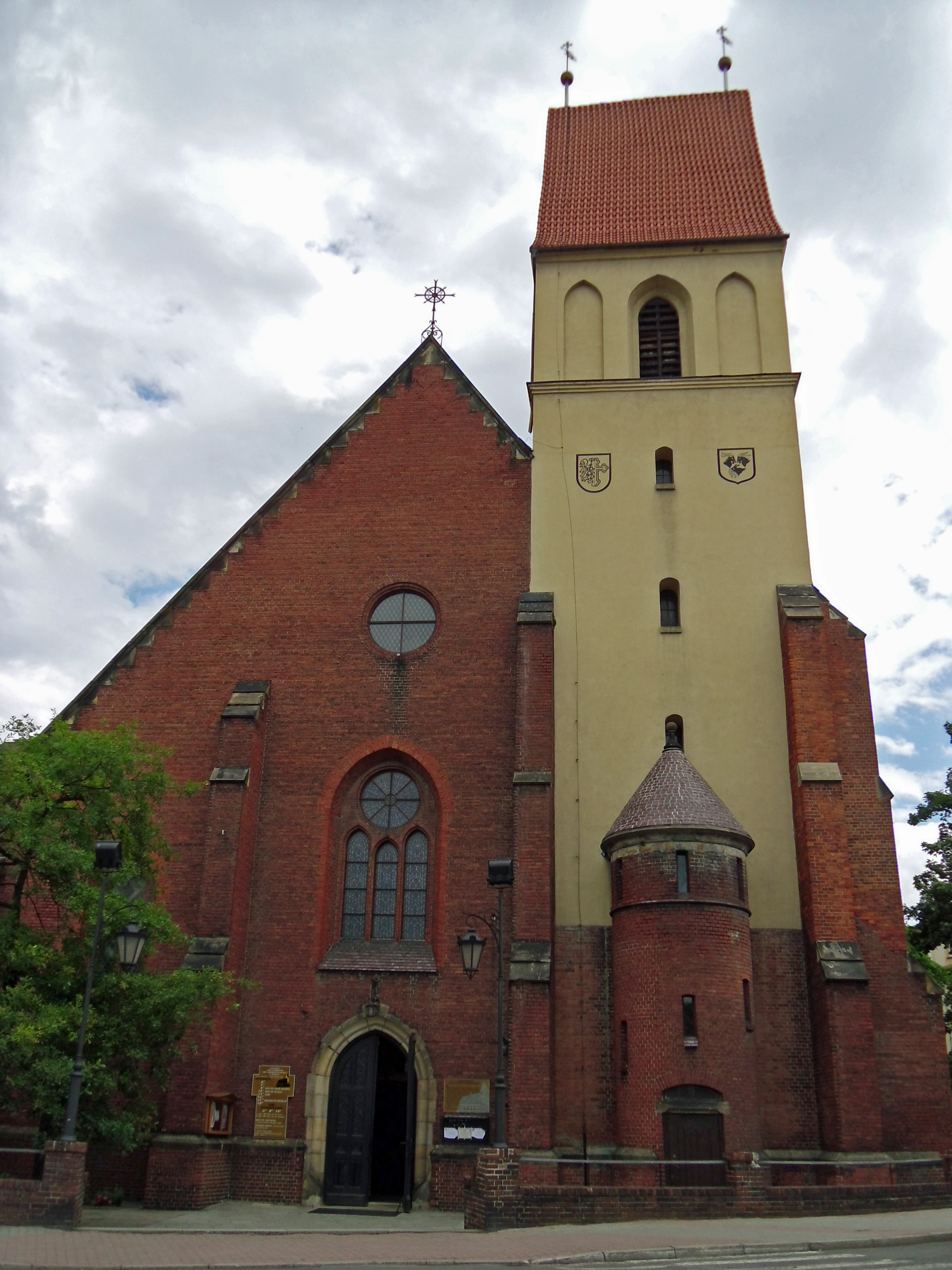
Blick auf die Sigismundkirche

Die Sigismundkirche in Kędzierzyn-Koźle ist eine römisch-katholische Pfarrkirche am nördlichen Rand der Altstadt der Teilstadt Koźle. Sie hat eine rötliche Ziegelfassade und ist im gotischen Stil gestaltet und ist dem heiligen Sigismund und der heiligen Hedwig von Schlesien geweiht.

## Geschichte
Die Pfarrkirche St. Sigismund wurde 1293 erstmals urkundlich erwähnt. Anfang des 14. Jahrhunderts wurde an die Südseite die Marienkapelle angebaut. 1323 wurde die Kapelle geweiht. 1454 brannte die Kirche bis auf die Marienkapelle ab. Der Altar der Marienkapelle enthält das um 1420 geschaffene gotische Gnadenbild der sogenannten Coseler Madonna. Zur Zeit der Reformation ruhte der Wiederaufbau.
Freiherr Johann von Oppersdorf ließ um 1570 auf den Fundamenten ein neues Kirchenschiff bauen und vergrößerte die Kirche. Zudem wurde der Kirchturm angebaut.
Um 1688 wurde Hedwig von Schlesien ebenfalls Patronin der Kirche. 1807 wurde sie durch napoleonische Truppen beschädigt. In der zweiten Hälfte des 19. Jahrhunderts erfolgte eine Renovierung im neogotischen Stil. 1929 wurde eine neue Orgel der Firma Rieger eingebaut. In den 1930er Jahren erhielt die Kirche neue Altäre. Der Hauptaltar bestand aus acht Feldern mit Szenen aus dem Alten und dem Neuen Testament. 1996 wurde das Innere erneut renoviert.

## Bestattete
- Wilhelm II von Oppersdorff-Aich-Friedstein (1554–1598)
- Ursula von Hake († 1596)
- Gräfin von Hardeck († 1607)
- Pfarrer Ludwik Rutyna (1917–2010)